# Club Life Volume 1 - Las Vegas
A Club Life Volume One - Las Vegas Tiësto legújabb mixsorozatának első része.

## Dalok Listája
1. Henrik B ft. Christian Älvestam – Now and Forever (Original Mix)
2. Tom Hangs ft. Shermanology – Blessed (Original Mix)
3. Cazzi Opeia – I Belong To You (Axel Bauer & Lanford Remix)
4. Steve Forte Rio ft. Lindsey Ray – Slumber (Original Mix)
5. Lune – Girls With Bangs (Tiësto Remix)
6. Rebecca & Fiona – Bullets (Club Edit
7. Dúné – Heiress Of Valentina (Alesso Exclusive Mix)
8. Tiësto & Marcel Woods – Don’t Ditch (Original Mix)
9. Amy Meredith – Young At Heart (Angger Dimas Remix)
10. Alex Sayz – Faces (Original Mix)
11. Moguai – We Want Your Soul (Thomas Gold Remix)
12. Boys will be Boys – We Rock (Original Mix)
13. Tiësto & Hardwell – Zero 76 (Original Mix)
14. Kaskade – Fire In Your New Shoes ft. Martina of Dragonette (Sultan & Ned Shepard Electric Daisy Remix)
15. Tiësto vs Diplo – C’Mon (Original Mix)